# Et øjeblik
Et øjeblik er en dansk børnefilm fra 1999 med instruktion og manuskript af Klaus Kjeldsen.

## Handling
Et øjeblik varer 5 minutter, siger Nathalie. Filmen "Et øjeblik" varer også 5 minutter. En poetisk dokumentarfilm i børnehøjde om tiden, uret og øjeblikkene. "For min far er et øjeblik bare en halv time," konkluderer Jesper, da filmen slutter.